# جرينلاند (فلم)
جرينلاند (بالإنجليزية: Greenland) هو فيلم كوارث أمريكي من إنتاج سنة 2020،الفيلم من بطولة جيرارد بتلر،مورينا باكارين،سكوت جلين،ديفيد دينمان،هوب ديفيس وكينغ باش.
كان من المقرر أن يعرض الفيلم في الولايات المتحدة في 12 يونيو 2020 لكنه تأجل عدة مرات بسبب جائحة كورونا  ليتكرر عرض الفيلم عبر فيديو حسب الطلب وإتش بى أو ماكس في 18 ديسمبر 2020.

## ملخص القصة
جون جاريتي مهندس معماري اسكتلندي يعيش في أتلانتا ، جورجيا مع زوجته المنفصلة أليسون وابنهما المصاب بالسكري ناثان. يعود إلى المنزل من العمل للتصالح مع أسرته بعد خلاف بينه وبين زوجته تكافح عائلة جون جاريتي من أجل البقاء على قيد الحياة، في مواجهة ظاهرة طبيعية كارثية تتمثل في مذنب متجه نحو كوكب الأرض ويهدد بفناء كافة أوجه الحياة من عليها.